# Style (пісня Тейлор Свіфт)
«Style» (укр. Стиль) – пісня, записана американською співачкою Тейлор Свіфт, і випущена як третій сингл з її п'ятого студійного альбому 1989, що вийшов у 2014 році. Пісня була написана Тейлор Свіфт, Максом Мартіном, Shellback та Ali Payami.

## Історія
Свіфт розповіла, що на пісню її надихнув телеведучий Раян Сікрест, під час інтерв'ю на iHeartRadio/KIIS FM в жовтні 2014. У січні 2015 року лейбл Republic Records офіційно анонсував «Style» як третій сингл з альбому 1989, визначивши дату релізу – 9 лютого 2015 року. Видання Pitchfork Media назвало «Style» 50-ю кращою піснею 2014 року. Даніель Крепс (оглядач журналу Rolling Stone) висловив думку, що на відміну від «Shake It Off» або «Blank Space», «Style» являє собою зовсім іншу річ, демонструючи Свіфт в темному, більш абстрактному світлі.
Сингл дебютував в Billboard Hot 100 на 60-му місці, слідом за хорошими продажами альбому 1989, хоча наступного тижня спустився в чарті. Однак, після живого виступу на шоу Victoria's Secret Fashion Show в грудні 2014 року, сингл знову увійшов в хіт-парад на 75 місці й розійшовся тиражем 48,000 копій. 13 лютого 2015 року пісня досягла 18 місця в Hot 100, а також 9-го місця в чарті Radio Songs і 7-го в Digital Songs top-10 (92,000 завантажень). «Style» став для співачки її 17-м хітом в top 10 (Hot 100), що дозволило їй поділити з Аретой Франклін 6-те місце серед співачок за найбільшою кількістю синглів, що увійшли в десятку кращих у США за всю 56-річну історію. Серед лідерів за цим показником Мадонна (38 синглів в top 10), Джанет Джексон (27), Ріанна (26) і Вітні Г'юстон (23).

## Музичне відео
Музичне відео зняв американський режисер та продюсер Кайл Ньюман. Знімання якого проходили у Лос-Анджелесі протягом чотирьох днів влітку 2014 року. До його виходу Свіфт розмістила кілька зображень та коротких уривків із кліпу на своїх акаунтах у соціальних мережах. Тейлор планувала прем'єру кліпу на телеканалі Good Morning America вранці 13 лютого 2015 року, але канадський музичний канал Much випустив його опівночі. Того ж дня Свіфт завантажила відео на свій обліковий запис на Vevo.
У кліпі англійський актор Домінік Шервуд грає любовний інтерес Свіфт. Свіфт зв'язалася з ним за допомогою текстового повідомлення приблизно за місяць до знімання; вони знали один про одного через спільних друзів. На момент роботи над кліпом Шервуд закінчив роботу над фільмом «Take Down», який пізніше був перейменований на «Billionaire Ransom» (вийшов у 2016 році).
У кліпі немає чіткої розповіді, але присутні розрізнені спогади Свіфт та її коханого на березі моря, у лісі та під час поїздки на машині. У деяких моментах розбите дзеркало, через яке Свіфт та її коханий бачать один одного, символізує збережені спогади про минулі стосунки.
Публікації у ЗМІ відзначили та високо оцінили більш темну, абстрактну та чуттєву атмосферу кліпу порівняно з кліпами на Shake It Off та Blank Space (попередніх синглах з того ж альбому). Келсі Маккінні з Vox зазначила, що Свіфт проявила свою сексуальність, використовуючи «чуттєві образи» дотиків до себе, що продемонструвало її зрілість як артиста. Емілі Лінднер з MTV назвала відео «зрілим, зі смаком та... сексуальним». Спенс Корнхабер із The Atlantic, тим часом зазначив, що Свіфт висловила свою сексуальність у більш консервативній манері порівняно зі своїми сучасницями, що відрізняє її від «попсової одержимості жіночими тілами». Автор InStyle Хейлі Спенсер назвала це відео «найбільш кінематографічним відео Свіфт на сьогодні».
Станом на березень 2024 року музичне відео мало 834 мільйони переглядів на відеохостингу YouTube.

## Чарти
| Чарт (2014-15)                       | Найвища позиція |
| ------------------------------------ | --------------- |
| Ö3 Austria Top 40                    | 28              |
| Австралія (ARIA)                     | 8               |
| Ultratip Flanders                    | 4               |
| Ultratip Wallonia                    | 6               |
| Canadian Hot 100                     | 6               |
| AC (Billboard)                       | 1               |
| CHR/Top 40 (Billboard)               | 1               |
| Hot AC (Billboard)                   | 1               |
| Recorded Music NZ                    | 11              |
| Polish Airplay Top 100               | 13              |
| Official Charts Company              | 9               |
| Rádio Top 100                        | 18              |
| Billboard Hot 100                    | 6               |
| UK Singles (Official Charts Company) | 21              |
| Adult Top 40 (Billboard)             | 1               |
| Dance/Mix Show Airplay (Billboard)   | 10              |
| Mainstream Top 40 (Billboard)        | 1               |
| Rhythmic (Billboard)                 | 21              |

## Історія виходу
| Країна | Дата           | Формат                 | Лейбл                    |
| ------ | -------------- | ---------------------- | ------------------------ |
| США    | 9 лютого 2015  | Hot adult contemporary | - Big Machine - Republic |
| США    | 10 лютого 2015 | Contemporary hit radio | - Big Machine - Republic |
| США    | 10 лютого 2015 | Rhythmic contemporary  | - Big Machine - Republic |

## Сертифікації
| Країна | Сертифікація  | Продажі   |
| --- | ------------- | --------- |
| Австралія(ARIA) | 2× Платиновий | 140,000^  |
| Канада (Music Canada) | 3× Платиновий | 240,000^  |
| Нова Зеландія (RMNZ) | Золотий       | 7,500*    |
| Велика Британія (BPI) | Золотий       | 400,000   |
| США (RIAA) | 3× Платиновий | 2,200,000 |
| 1. дані про партії засновані лише на сертифікації 2. Дані про продажі засновані лише на сертифікації 3. невстановлені продажі засновані лише на сертифікації |               |           |